# Method Man & Redman
Method Man & Redman – duet Method Man (Wu-Tang Clan) i Redman (Def Squad). Obydwaj należą do wytwórni Def Jam. W 1999 r. wydali album Blackout! oraz w tym samym roku brali udział w trasie koncertowej Family Values Tour. W 2001 roku zagrali w filmie Super zioło oraz w autorskim sitcomie „Method & Red”. Po 10 latach od ukazania się „Blackout!” wychodzi nowy album pod nazwą „Blackout! 2”.Method Man & Redman znali się od dziecka, zanim podpisali kontrakt z Def Jam. W 1995 roku spotkali się ponownie w studiu nagraniowym z Tupaciem Shakurem w „Got My Mind Made Up” dla jego multi-platynowego albumu All Eyez On Me. Następnie mieli przyjazne bitwy freestyle ze sobą na Yo! MTV Raps, które doprowadziły do ich współpracy nad filmem „How High”. W 1999 roku pojawiła się razem dwóch raperów na „Rap Phenomenon” z The Notorious BIG na pośmiertnym albumie Born Again.

## Dyskografia
Albumy
- Blackout! (1999)
- Blackout! 2 (2009)

Ścieżki dźwiękowe
- How High The Soundtrack (2001)

Klipy razem
- 1994: Buddha Brotherz Freestyle
- 1994: Freestyle
- 1995: Double Deuces
- 1995: „How High”
- 1995: „Tonight's Da Night Freestyle”
- 1995: Yo! MTV Raps
- 1996: Funk Flex Freestyle
- 1996: „Got My Mind Made Up”
- 1997: „4,3,2,1 (Original)” (Feat. Canibus)
- 1997: „4,3,2,1 (Album Version)” (Feat. Canibus & DMX) LL Cool J's Phenomenon
- 1997: „4,3,2,1 (E-Dub Remix)” (Feat. LL Cool J, Canibus, Master P, & DMX)
- 1999: „Rap Phenomenon” z The Notorious B.I.G.'s Born Again
- 1999: „Redman Freestyle” z Drunken Master's Drunken Style
- 1999: „Simon Says (Remix)” z Pharoahe Monch's Internal Affairs
- 2000: „2 Tears In A Bucket” z Sheek from Ruff Ryder's Ryde Or Die Vol. 2
- 2000: „Buck 50” z Ghostface Killah's Supreme Clientele
- 2000: „Fuhgidabowdit” z LL Cool J's G.O.A.T.
- 2000: „Get It Up (Remix)” ze Sticky Fingaz & Xzibit
- 2000: „Left & Right” z D'Angelo's Voodoo
- 2000: „Rap City Freestyle” (Feat. Big Tigger)
- 2000: „Redbull” z Wu-Tang Clan's The W
- 2000: „Rollin' (Urban Assault Vehicle)” z Limp Bizkit's Chocolate Starfish...
- 2000: „Symphony 2000” from the AND1 Vol. 2 Soundtrack
- 2001: „Dog In Heat” z Missy Elliott's album So Addictive
- 2001: „Red, Meth & B” z Cypress Hill's Stoned Raiders
- 2001: „Who You Be” z the Outsidaz's album Bricks
- 2002: „Get It Started” z Mystikal's album Tarantula
- 2002: „Good Times (I Get High) Remix” ze Styles P's A Gangster and a Gentleman
- 2002: „Rock & Roll” z Naughty By Nature's IIcons
- 2003: Brownsugar Freestyle
- 2003: „I Will Not Lose”
- 2003: „Lyrical .44”
- 2003: „Noble Art”
- 2003: „Pack Em Up”
- 2004: „Method & Red TV Show Theme Song”
- 2004: „Wake Up Show Freestyle pt. 1” from Sway & King Tech's Wake Up Show Freestyles vol. 8
- 2004: „Wake Up Show Freestyle pt. 2” from Sway & King Tech's Wake Up Show Freestyles vol. 8
- 2006: „Funk Doc & Mef Tical”
- 2007: „Wait A Minute”
- 2008: „Broken Language 2008”
- 2008: „Self Construction” (with KRS-One, Talib Kweli, Busta Rhymes, David Banner, Nelly, Styles P, The Game, & Ne-Yo)
- 2010: „Troublemakers” z Ghostface Killah's album Apollo Kids
- 2011: „Look” z Erick Sermon's mixtape Breathe of Fresh Air
- 2011: „Welcome To The Academy” z Terminal 3's Kurupt Presents The Academy
- 2013: „Rite (Remix)” z Loaded Lux